# Parramatta (LGA)
City of Parramatta is een Local Government Area (LGA) in Australië in de staat New South Wales en behoort tot de agglomeratie van Sydney. City of Parramatta telt 167.431 inwoners. De hoofdplaats is Parramatta.